# Peter Kažimír
Peter Kažimír (n. 28 iunie 1968, Košice, Cehoslovacia) este un economist slovac și fost politician, care în prezent ocupă funcția de guvernator al Băncii Naționale a Slovaciei (NBS). Anterior, a fost ministru de finanțe al țării în timpul prim-miniștrilor Robert Fico și Peter Pellegrini. A fost un membru important al partidului social-democrat SMER-SD, dar a părăsit partidul după ce a preluat funcția de guvernator al NBS.

## Biografie

### Tinerețe
Kažimír a studiat comerțul internațional la Universitatea de Economie din Bratislava. După absolvire, a lucrat în sectorul privat ca și consultant fiscal la firma Schubert & partners. De la începutul anilor 2000 a deținut funcții de conducere în consiliile de administrație ale diverselor companii, inclusiv VIVANT, Sceptrum Brno, PARTA-GAS, MATTI și DDP Credit Suisse Life & Pensions.
Kažimír este căsătorit cu Katarína Korecká din 2008 și au doi copii împreună.

### Carieră politică
În 2006, Kažimír a devenit secretar de stat în Ministerul Finanțelor. În același timp a făcut parte din consiliul de administrație al Fondului Nuclear Național pentru Dezafectarea Instalațiilor Nucleare. După înfrângerea partidului Direcția-Democrație Socială în alegerile parlamentare slovace din 2010, Kažimír a ocupat pentru scurt timp funcția de deputat. După alegerile parlamentare slovace din 2012, când SMER-SD a revenit la putere, Kažimír a devenit ministrul Finanțelor.
În noiembrie 2017, Kažimír și-a depus oficial candidatura pentru funcția de președinte al Eurogrupului. În timpul votului din 4 decembrie, s-a retras după primul tur, iar Mário Centeno a fost în cele din urmă ales în funcție.
În decembrie 2019, Consiliul Național l-a aprobat pe Kažimír drept nominalizarea guvernului pentru a-l succeda pe Jozef Makúch în funcția de președinte al Băncii Naționale a Slovaciei. A preluat funcția la 1 iunie 2019.
Kažimír a fost acuzat că a plătit o mită de 48.000 de euro în 2017-2018 șefului administrației fiscale naționale pentru un audit fiscal al unor firme private. Cu toate acestea, instanța supremă l-a scutit de proces. Pe 29 mai 2025 a fost condamnat pentru luare de mită și amendat cu 200.000 de euro.